# Короли (Поставский район)
Короли (бел. Каралі) — упразднённая деревня в Новосёлковском сельсовете Поставского района Витебской области Белоруссии. В 18 км от районного центра Поставы, в 13,5 км от центра сельсовета и в 15 км от железнодорожной станции Воропаево.

## История
Название застенка происходит от распространенной в округе фамилии Кароли. Расположена у истоков реки Лучайки, которая вытекает из Лучайского озера и впадает в реку Мядёлку. В районе озера Беспаленово располагались хутор Бепаленов, где ранее были скиты староверов по фамилии Бепаленовых.
В 1808 году деревня впервые упоминается в метрических книгах Лучайского костела.
Встречаются различные варианты написания: Короле (1808), Крули (1811), Кароле (1812, 1813, 1816, 1821, 1839), Короли (1825), Корали (1819, 1826), Кароли (1828), застенок Каралёу (1937), в застенке Каролёв (1841), Каролях (1844, 1845 и 1847).
Из метрических книг Лучайского костела:
«Крули. 6 августа 1811 года в Лучайском костеле были обвенчаны Михаил Кароль и Хева Вырвичовна. Свидетели — Франциск Татарчук и Франциск Вырвич».
Вероятно, Михаил Кароль вместе с семьей переехал из соседнего застенка Синицы и основал новый застенок Кароли. Кроме многочисленной семьи Михаила Кароля, в застенке проживала семья Ясинских.
В середине XIX века потомки Михаила Кароля переселились в соседнюю деревню Жилинские. Примечательно, что современное поколение Каролей сохранило не только приверженность к католической религии, но и свое сознание польской этнической идентичности.
С 1921 года — в Лучайской гмине Дуниловичского повета II Речи Посполитой.
В 1923 году — 5 домов и 35 жителей.
С 1926 года в составе Виленского воеводства.
В сентябре 1939 года Кароли были присоединены к БССР силами Белорусского фронта РККА.
4 декабря 1939 года деревня Кароли вошла в состав Дуниловичского района Вилейской области БССР.
С 15 января 1940 года — в Лучайском сельсовете Дуниловичского района.
В 1941 году — 5 дворов и 20 жителей.
С 20 января 1960 года — в Поставском районе Витебской области.
В 1964 году — в Воропаевском поселковом Совете, 9 домов, 30 жителей.
С 27 декабря 1985 года в Юньковском сельсовете.
С 27 сентября 1991 года — в Лукашовском сельсовете, который 24 августа 1992 года был переименован в Новосёлковский.
В 2001 году — 1 дом, 1 житель (старовер Марой Артамонович Соболев).